# Kärlek i New York
Kärlek i New York (originaltitel: Happythankyoumoreplease) är en dramakomedi från 2010 i regi av Josh Radnor. Huvudrollerna spelas av Radnor, Malin Åkerman, Kate Mara, Zoe Kazan, Michael Algieri, Pablo Schreiber och Tony Hale.
Filmen handlar om ett gäng New York-bor som håller på att bli vuxna. Den släpptes direkt på DVD och Blu-ray i Sverige.

## Rollista
| Josh Radnor     | – Sam Wexler     |
| Malin Åkerman   | – Annie          |
| Kate Mara       | – Mississippi    |
| Pablo Schreiber | – Charlie        |
| Zoe Kazan       | – Mary Catherine |
| Michael Algieri | – Rasheen        |
| Tony Hale       | – Sam #2         |